# Disques Dreyfus
Disques Dreyfus fue un sello discográfico independiente francés fundado por Francis Dreyfus, que inicialmente se llamó Disques Motors. Fue responsable por lanzar la mayor parte de los álbumes del compositor de música electrónica Jean Michel Jarre a lo largo de veinte años. También lanzó discos de artistas como Patrick Juvet, Francois Hardy y Gerrard Lemonard.
Este sello fue hecho parte de un conglomerado formado por Disques Dreyfus, Bird Logy, Keltia III y Shuga, con el nombre Dreyfus Records. El 4 de enero de 2013 cesó su operación, tras la muerte de su fundador, siendo absorbido su catálogo por BMG Rights Management Group.
El sello se caracterizó por sus géneros musicales como Jazz, música electrónica y música instrumental.

## Artistas
- Adan Jodorowsky
- Franck Avitabile
- Philip Catherine
- Christophe
- Anne Ducros
- Hadrien Feraud
- Richard Galliano
- Steve Grossman
- Roy Haynes
- Ari Hoenig
- Ahmad Jamal
- Jean Michel Jarre
- Bert Joris
- Olivier Ker Ourio
- Biréli Lagrène
- Sara Lazarus
- Didier Lockwood
- Eddy Louiss
- Sylvain Luc
- Marcus Miller
- Mingus Big Band
- Térez Montcalm
- Lucky Peterson
- Michel Petrucciani
- Jean-Michel Pilc
- Aldo Romano
- Luis Salinas
- Dorado Schmitt
- Alan Stivell